# Ekkehard Schütze

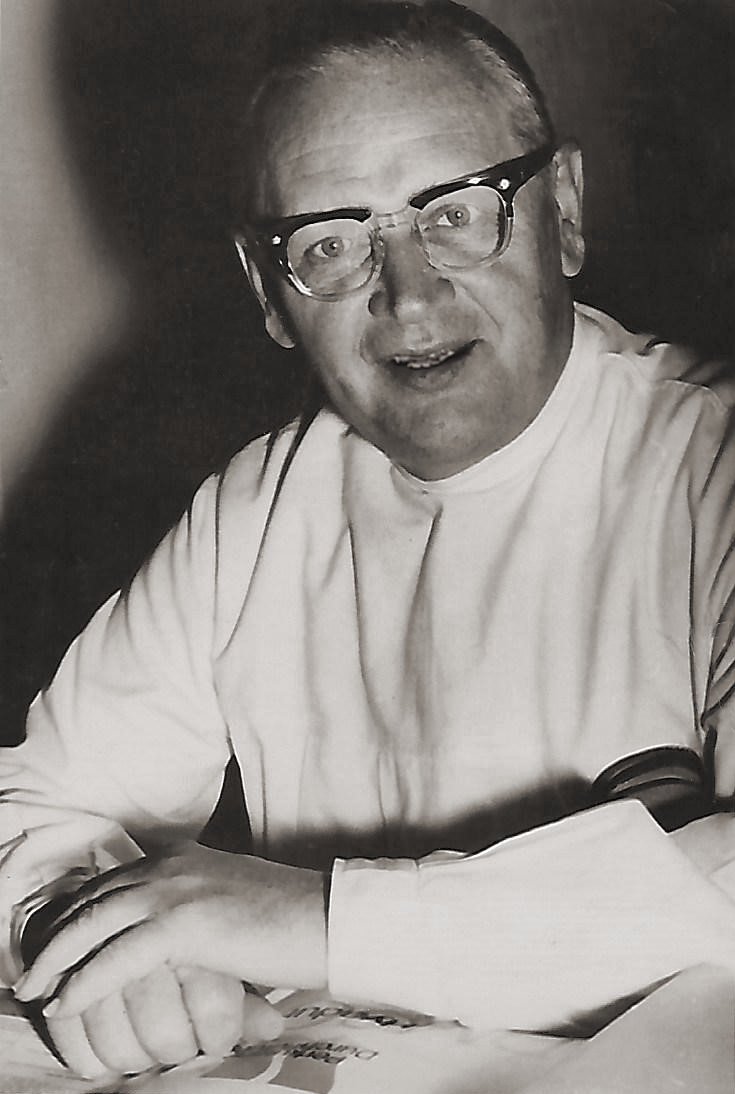
Ekkehard Schütze

Ekkehard Schütze (* 4. Mai 1908 in Berlin; † 4. Oktober 1980 in Schwerin) war ein deutscher Chirurg.

## Leben
Schütze studierte an der Preußischen Universität zu Greifswald Medizin. 1928 wurde er im Corps Borussia Greifswald recipiert. An der Friedrich-Wilhelms-Universität zu Berlin wurde er 1934 zum Dr. med. promoviert In der Nachkriegszeit engagierte sich Schütze bei sozialen Projekten und in der Sozialpolitik des Landes Mecklenburg. Als ehemaliger Schweriner Sozialdemokrat wurde er Anfang der 1950er Jahre aus der Sozialistischen Einheitspartei Deutschlands ausgeschlossen; denn er hatte die Umwandlung der SED in eine „Partei neuen Typus“ offen kritisiert. Er konnte seine ärztliche Tätigkeit aber weiter ausüben, weil Mediziner unentbehrlich waren.

„Das Elend um mich herum verdirbt mir die Freude am eigenen Wohlergehen und nimmt mich in die Pflicht, denen zu helfen, die sich selber nicht helfen können.“

1953 habilitierte er sich an der Universität Rostock, die ihn 1961 zum Titularprofessor ernannte. Als Chefarzt leitete er bis 1974 die Chirurgie vom Bezirkskrankenhaus des Bezirks Schwerin in der Werderstraße 30. Indem er operative Abteilungen zusammenlegte, gründete er den Vorläufer der heutigen Helios Kliniken Schwerin. Schütze starb am Riss eines Aortenaneurysmas. Er wollte lieber sterben als von einem Kollegen operiert werden, der als „Freund großer Schnitte“ bekannt war.
Anlässlich seines 100. Geburtstages ehrte das Klinikum Schwerin Schütze als „Urvater des Schweriner Gesundheitswesens“ mit einer Gedenktafel im ehemaligen Bezirkskrankenhaus, das nach der Wende und friedlichen Revolution in der DDR zuletzt als Orthopädische Klinik gedient hatte.

## Publikationen
- Die drei Elemente der Heilkunde. Schwerin 1961

## Ehrungen

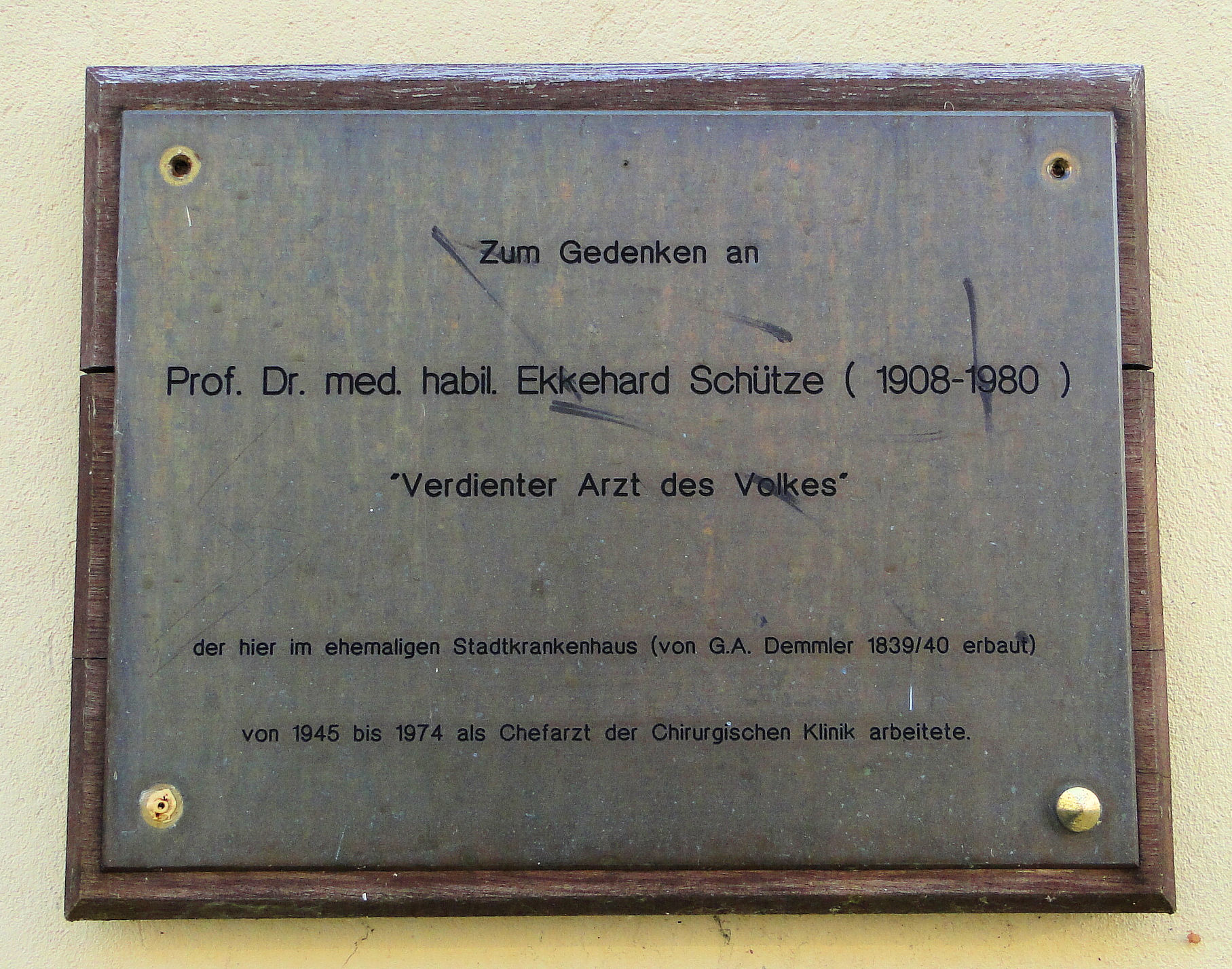
Gedenktafel in Schwerin

- Verdienter Lehrer des Volkes
- Verdienter Arzt des Volkes (1950)